# Zaokrouhlení

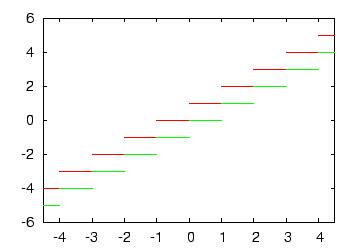
Graf funkcí zaokrouhlení dolů (zeleně) a nahoru (červeně)

Zaokrouhlení (≐) je aritmetický proces, při kterém se snižuje počet významových číslic v čísle. Má kardinální význam pro počítání, každé zapsané číslo je nutně určitým zaokrouhlením, preparací skutečné hodnoty, její digitalizací. Je to zvláštní případ obecnějšího postupu – článkování řeči, součásti základu myšlení, podmínky řeči vůbec.
Výsledek zaokrouhlení je „kratší“ číslo, má menší počet nenulových číslic zprava, je méně přesný, ale lépe se s ním manipuluje a lépe se zobrazuje.
Např. číslo {\displaystyle \pi } (pí), má nekonečný desetinný rozvoj: 3,141592653589793238462643383279…
Leží tedy někde v intervalu {\displaystyle 3{,}141<\pi <3{,}142}.
Pokud ho chceme vyjádřit na tři desetinná místa, potom přičteme polovinu rozsahu v daném desetinném
místě: {\displaystyle 3{,}1415926\ldots +0{,}0005\,{\dot {=}}\,3{,}1420926} a zbytek se zahodí. Číslo {\displaystyle \pi }
zaokrouhlené na 3 desetinná místa je 3,142.

## Typy zaokrouhlování
Používají se tyto typy zaokrouhlování:
- zaokrouhlení dolů (angl. floor) – výsledkem je nejbližší celé číslo, které je menší nebo rovno zaokrouhlovanému číslu. Někdy bývá uváděno, že zaokrouhlením dolů provádíme prosté odříznutí (resp. vynulování) číslic nižších řádů, než je zvolený řád zaokrouhlení, avšak toto tvrzení neplatí pro záporná čísla (např. číslo −3,3 zaokrouhlujeme dolů na −4).
- zaokrouhlení nahoru (angl. ceil) – výsledkem je nejbližší celé číslo, které je větší nebo rovno zaokrouhlovanému číslu.
- aritmetické zaokrouhlení (angl. round) – výsledkem je celé číslo, které je na číselné ose nejblíže zaokrouhlovanému číslu. Obvyklé zaokrouhlení, které může být prováděno např. tak, že se číslo zvětší o polovinu intervalu a pak zaokrouhlí dolů

Při zaokrouhlování dochází k nutné a žádoucí chybě (nepřesnosti).
Kromě toho ovšem dochází k chybám nežádoucím, které jsou dvojí:
- zaokrouhlení (přesné) pětky, kdy je nutné se rozhodnout, zda zaokrouhlit na nejbližší vyšší nebo nižší; praktické postupy jsou 4: nahoru, dolů, na sudou, náhodně
- postupné zaokrouhlování

## Zaokrouhlení pětky
Pro číslo uprostřed zaokrouhlovacího intervalu se volí různě „šalamounská“ řešení, například nahoru anebo s příklonem k sudé číslici (preference sudé). Preferencí sudé se řeší to, že při jednostranném zaokrouhlení těchto čísel nahoru uprostřed (bez preference sudé), které se často učí děti na základních školách, se výsledky v průměru nadsazují.
Příklad zaokrouhlení pětky:
{\displaystyle 3{,}245{\dot {=}}\left\{{\begin{matrix}3{,}24\\3{,}25\end{matrix}}\right.}
V obou možnostech je stejná absolutní chyba, ale při preferenci sudé zde zaokrouhlíme dolů
na 3,24; pokud použijeme přičtení poloviny v daném desetinném místě a ořízneme, vyjde 3,25.
Zaokrouhlování s preferencí sudé číslice se používá např. v normě IEEE 754 pro zobrazení čísel s plovoucí řádovou čárkou.
Např. z hodnot {\displaystyle 1{,}5}; {\displaystyle 1{,}5}; {\displaystyle 4{,}5}; {\displaystyle 2{,}5}; {\displaystyle 1{,}5} se součtem {\displaystyle 11{,}5} a s průměrnou hodnotou {\displaystyle 2{,}3} získáme po zaokrouhlení půlek nahoru hodnoty {\displaystyle 2}; {\displaystyle 2}; {\displaystyle 5}; {\displaystyle 3}; {\displaystyle 2}, součet {\displaystyle 14} a průměr {\displaystyle 2{,}8}, kdežto při preferenci sudého čísla získáme {\displaystyle 2}; {\displaystyle 2}; {\displaystyle 4}; {\displaystyle 2}; {\displaystyle 2}, součet {\displaystyle 12} a průměr {\displaystyle 2{,}4}, tedy menší průměrnou chybu.

## Postupné zaokrouhlování
Při postupném zaokrouhlování (zaokrouhlení na nižší a pak až na vyšší řád) vzniká další typ chyby: výsledek se může lišit od výsledku při přímém zaokrouhlení na vyšší řád.
Příklad: zaokrouhlit 1,45 na dvě desetinná místa.
{\displaystyle 1{,}45\,{\dot {=}}\,1{,}5\,{\dot {=}}\,2}
Oproti tomu při přímém zaokrouhlení na celá čísla je výsledek
{\displaystyle 1{,}45\,{\dot {=}}\,1}